# Fons honorum

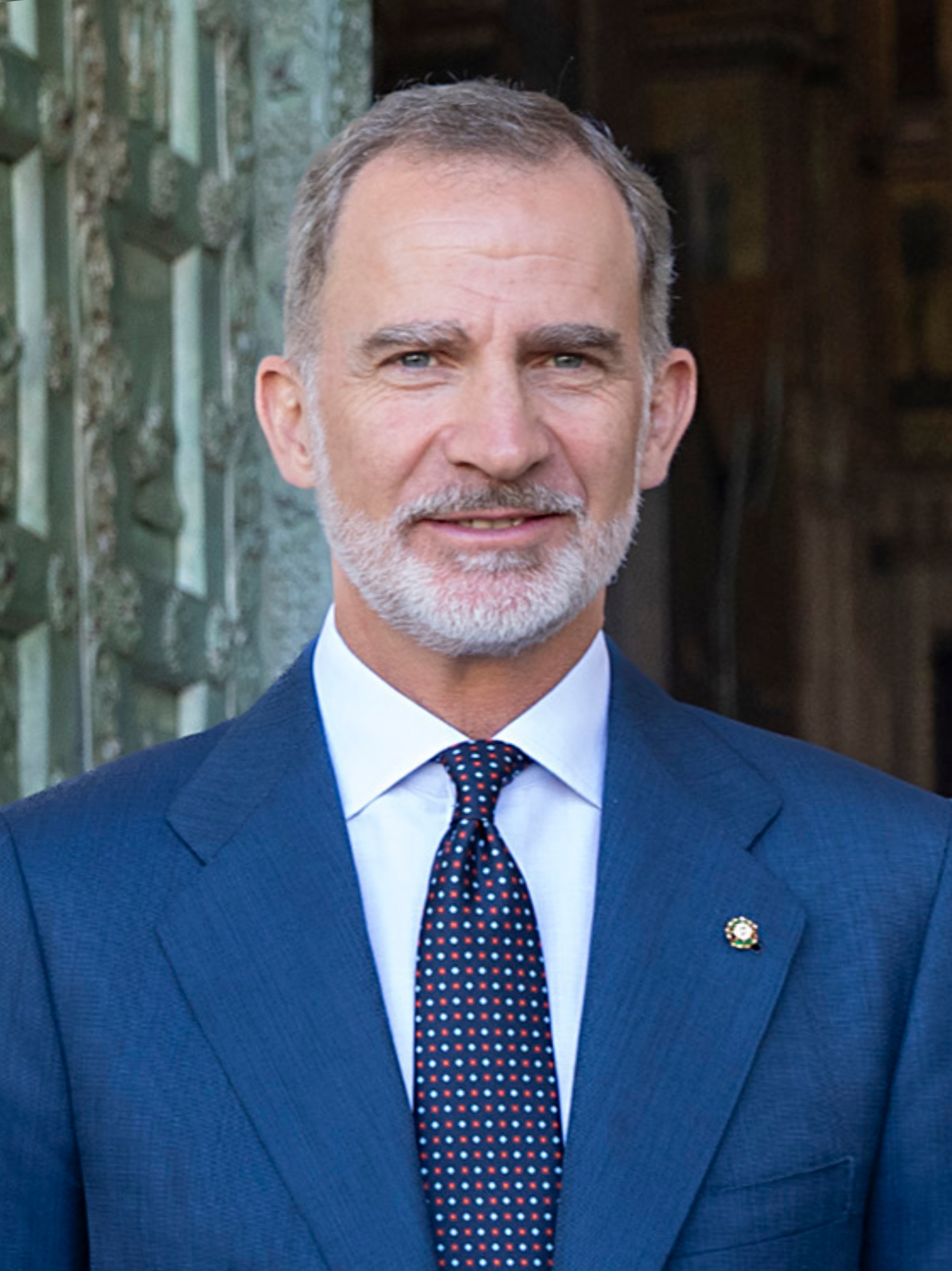
El rey Felipe VI, fons honorum en España.

La expresión fons honorum (en latín: fuente de honor) se refiere a una persona, quien por virtud de su posición oficial, tiene el derecho exclusivo de conferir títulos legítimos de nobleza y órdenes de caballería a otras personas.

## Origen medieval
Durante la Plena Edad Media, los caballeros europeos eran esencialmente guerreros armados y montados; en virtud de su característica definitoria de subinfeudación, en el feudalismo era una práctica común para los comandantes de caballeros conferir caballería a sus mejores soldados, quienes a su vez tenían el derecho de conferir caballería a otros al obtener el mando. Durante la mayor parte de la Edad Media, era posible que los particulares formaran órdenes de caballería. La orden de caballería más antigua existente, la Soberana Orden Militar de Malta, se formó como una organización privada que luego recibió la aprobación oficial de la iglesia y el estado.
El siglo XIII fue testigo de la tendencia de los monarcas, comenzando con el emperador Federico II Hohenstaufen (como rey de Sicilia) en 1231, conservando el derecho de fons honorum como prerrogativa real, abrogando gradualmente el derecho de los caballeros para elevar sus esquires a la caballería. Tras el fin del feudalismo y el surgimiento del estado-nación, las órdenes y los títulos de caballería, junto con los títulos de nobleza (en el caso de las monarquías), se convirtieron en el dominio de los monarcas (jefes de Estado) para recompensar a sus súbditos leales (ciudadanos), es decir, los jefes de Estado se convirtieron en las «fuentes de honor» de sus naciones.
Muchos de los caballeros militares a la antigua usanza resentían lo que consideraban una intrusión real en su independencia.

Si bien el soberano es el fons honorum en cierto sentido, también es el «enemigo» del honor del otro, ya que es capaz de arbitrar al respecto.
Julian Pitt-Rivers, antropólogo social británico (1965).

A principios del siglo XIII, cuando un autor anónimo compuso L'Histoire de Guillaume le Marechal, una biografía en verso de William Marshal, primer conde de Pembroke (a menudo considerado como el mayor caballero medieval inglés), el historiador estadounidense Richard W. Kaeuper señala que «el  autor lamenta el hecho de que, en su día, el espíritu de caballería ha sido encarcelado; la vida del caballero andante, acusa, se ha reducido a la del litigante en los tribunales».

## Fons honorumen la actualidad
La cuestión de si una orden es una orden caballeresca legítima o una orden autodenominada coincide con la cuestión del fons honorum. Una fuente legítima de honor es una persona o entidad que posee soberanía cuando se otorga la orden; en última instancia, es la autoridad del Estado, ya sea ejercida por un monarca reinante o el presidente de una república, lo que distingue las órdenes de caballería de las organizaciones privadas. Otras personas, ya sean plebeyos, caballeros o nobles, no tienen derecho a conferir títulos de nobleza, caballería u órdenes de caballería a otros.
En España, la fuente de honor es el rey Felipe VI que, como jefe del Estado, le compete, entre otros asuntos:

Conferir los empleos civiles y militares y conceder honores y distinciones con arreglo a las leyes.
Artículo 62, apartado f. Constitución española de 1978.

El sitio web oficial de la monarquía británica dice: 

Como la 'fuente de honor' en el Reino Unido, La Reina tiene el derecho exclusivo de conferir todos los títulos de honor, incluidos los títulos de vida, los títulos de caballería y los premios de galantería.

Algunas sociedades privadas en el Reino Unido (como la Royal Humane Society) tienen permiso del monarca para otorgar medallas que pueden usar los uniformados siempre que la medalla de la sociedad privada se use en el lado derecho en lugar del izquierdo habitual.
En Francia, solo las decoraciones reconocidas por la Gran Cancillería de la Legión de Honor se pueden usar públicamente, y se debe solicitar y otorgar permiso para usar cualquier premio o condecoración extranjera. Las órdenes dinásticas están prohibidas a menos que la dinastía en cuestión se reconozca actualmente como soberana. Por ejemplo, la Real Orden Victoriana está explícitamente reconocida, mientras que la Orden de los Santos Mauricio y Lázaro no. El incumplimiento se castiga por ley. El gobierno publica una lista no exhaustiva de órdenes autorizadas colectivamente.

Estas dos disposiciones están destinadas a proteger el conjunto de distinciones nacionales y extranjeras auténticas al tratar de evitar la vestimenta de decoraciones falsas. Pueden provenir de entidades territoriales que no han accedido a la soberanía o incluso de países, naciones, imperios o reinos que son los productos puros y simples de la imaginación hiperactiva de alguien, un fanático de la ficción o incluso un megalómano, si no actos puramente mercantiles o incluso la intención patente de abusar y estafar a otros.

Las Órdenes papales de la Caballería comprenden cinco órdenes otorgadas directamente por la Santa Sede y otras dos que «reconoce y apoya»: la Soberana Orden Militar de Malta y la Orden del Santo Sepulcro de Jerusalén. En respuesta a las preguntas sobre la relación de la Iglesia católica con una gran cantidad de órdenes de caballería autodenominadas católicas, la Santa Sede emitió una declaración en 2012 que indica que cualquier otro organismo que no sean sus propias siete órdenes aprobadas, «ya sea de origen reciente o fundación medieval, no son reconocidos por la Santa Sede» y que «la Santa Sede no garantiza su legitimidad histórica o jurídica, sus fines o estructuras organizativas... para evitar la continuación de los abusos que pueden dañar a las personas de buena fe, La Santa Sede confirma que no atribuye absolutamente ningún valor a los certificados de membresía o insignias emitidos por estos grupos, y considera inapropiado el uso de iglesias o capillas para sus llamadas ceremonias de investidura».